# Irene (película de 2002)
Irene es una película francesa dirigida por Ivan Calbérac en 2002.

## Sinopsis
Irene roza la treintena y sus padres están preocupados por su soltería. La joven provinciana es guapa, simpática, inteligente, trabajadora y tiene un gran sentido del humor, pero aun así, es un desastre en todas sus relaciones. La vida le sonríe, ya que tiene un buen trabajo, excelentes amigas y un piso en una zona privilegiada de la capital francesa. Pero la suerte no le ha acompañado en su vida sentimental, pues sus anteriores novios o estaban casados y no querían dejar a su mujer, o se mudaron a vivir a Tokio, o descubrían que eran homosexuales. Dispuesta a dejar de danzar en el plano amoroso, Irene se lanza en busca de su media naranja.

## Comentario
En la misma línea que anteriores comedias románticas de solteros empedernidos como 'El diario de Bridget Jones' o la serie 'Ally McBeal', encontramos esta película francesa dirigida por Ivan Calberac, que debuta en la dirección y en el guion. La belga Cécile de France (Las muñecas rusas, La vuelta al mundo en 80 días) se ha convertido en una de las actrices francófonas más relevantes en la actualidad. Con 'Una casa de locos' obtuvo el Cesar, máximo galardón francés. Le acompañan en el reparto Bruno Putzulu (La sonrisa del payaso, Padre e hijos) y Olivier Sitruk (Guerreros).